# Solidarity Trial
A Solidarity Trial é uma iniciativa multinacional da Organização Mundial da Saúde (OMS) e parceiros para comparar tratamentos não testados para pessoas hospitalizadas com casos graves de COVID-19 . Em março de 2020, os países participantes eram Argentina, Bahrein, Canadá, França, Irã, Malásia, Noruega, África do Sul, Espanha, Suíça e Tailândia.

## Projeto e inscrição
O conjunto de testes pretende avaliar rapidamente em milhares de pessoas infectadas com COVID-19 a eficácia potencial de agentes antivirais e anti-inflamatórios existentes ainda não avaliados especificamente para a doença de COVID-19, um processo chamado "redirecionamento" ou "reposicionamento" de um medicamento já aprovado para uma doença diferente.
Esse projeto  foi desenvolvido para fornecer insights rápidos sobre as principais questões clínicas: 
- Algum dos medicamentos reduz a mortalidade?
- Algum dos medicamentos reduz o tempo de internação de um paciente?
- Os tratamentos afetam a necessidade de ventilação e manutenção de pessoas com pneumonia gerada por COVID-19 em terapia intensiva ?
- Esses medicamentos poderiam ser usados para minimizar a infecção por COVID-19 de profissionais de saúde e pessoas com alto risco de desenvolver doenças graves?

## Financiamento
Em março, o financiamento para essa pesquisa alcançou 108 milhões de dólares, provenientes de 203.000 doações individuais, organizações de caridade e governos, com 45 países envolvidos em financiamento ou gerenciamento de estudos.

## Medicamentos sob avaliação
Os medicamentos individuais ou combinados sob estudo nos projetos Solidarity e Discovery são medicamentos já aprovados para outras doenças e são de forma geral considerados seguros quando prescritos por médicos para as condições para as quais foram criadas Os medicamentos são :
- Remdesivir
- Lopinavir/ritonavir combinados
- Lopinavir/ritonavir combinados com interferon-beta
- Hidroxicloroquina or cloroquina (cancelado devido a evidência de não-benefício, Junho 2020)[6]

Devido a preocupações sobre potenciais danos à saúde (por exemplo Arritmia cardíaca) levando a taxas de mortalidade mais altas, a OMS suspendeu os experimentos com hidroxicloroquina no final de Maio de 2020. Os experimentos foram reiniciados e depois cancelados novamente em Junho quando um relatório mostrou que a hidroxicloroquina não resultou em benefícios para pacientes hospitalizados com casos severos de COVID-19.